# Troo
Troô redirige ici.
Troo (officiellement, écrit également Trôo ou Troô non officiellement) est une commune française située dans le département de Loir-et-Cher, en région Centre-Val de Loire.
La commune de Trôo est située aux portes de la région naturelle du Perche, à 7 km à l'ouest de Montoire, chef-lieu de canton et à 25 km à l'ouest de Vendôme, sous-préfecture. Elle est à peu près équidistante des villes de Blois, Tours et Le Mans.
Trôo est une ancienne cité troglodytique construite sur un coteau de tuffeau qui domine la vallée du Loir.
Sa situation privilégiée, son élévation de 60 mètres au-dessus de la vallée et un réseau complexe de galeries souterraines creusées dans le tuffeau en firent un site défensif de premier ordre. 
Au XIIe siècle, elle était une place forte du comté du Maine, alors domaine des Plantagenêt.
Trôo fut également au Moyen Âge un site religieux important avec statut d'archidiaconé qui couvrait les régions de Trôo et Saint-Calais. 
En 1230, un décret de l'évêque du Mans réduisit Trôo au rang de doyenné qui comptait néanmoins 45 paroisses, 3 abbayes, des prieurés et une vingtaine de chapelles. 
La cité compte encore de nombreux vestiges de cette époque florissante.

## Géographie

### Localisation et communes limitrophes
La commune de Trôo se trouve au nord-ouest du département de Loir-et-Cher, dans la petite région agricole du Perche vendômois,. À vol d'oiseau, elle se situe à 45,1 km  de Blois, préfecture du département, à 20,4 km de Vendôme, sous-préfecture, et à 5,8 km de Montoire-sur-le-Loir, chef-lieu du canton de Montoire-sur-le-Loir dont dépend la commune depuis 2015. La commune fait en outre partie du bassin de vie de Montoire-sur-le-Loir.
Les communes les plus proches sont : 
Saint-Jacques-des-Guérets (0,7 km), Fontaine-les-Coteaux (3,4 km), Sougé (5 km), Bonneveau (5,1 km), Ternay (5,5 km), Artins (5,6 km), Montoire-sur-le-Loir (5,8 km), Cellé (6,2 km) et Saint-Martin-des-Bois (6,7 km).
| Bonneveau |        | Cellé                                     |
|           | Troo   | Fontaine-les-Coteaux Montoire-sur-le-Loir |
| Sougé     | Artins | Saint-Jacques-des-Guérets                 |

### Hydrographie
La commune est drainée par le Loir (0,916 km), le Gouffrande et par divers petits cours d'eau, constituant un réseau hydrographique de 8,35 km de longueur totale.
Le Loir traverse la commune du nord-est vers le sud-ouest. D'une longueur totale de 317,4 km, il prend sa source dans la commune de Champrond-en-Gâtine (Eure-et-Loir) et se jette  dans la Sarthe à Briollay (Maine-et-Loire), après avoir traversé 86 communes. 
Sur le plan piscicole, ce cours d'eau est classé en deuxième catégorie, où le peuplement piscicole dominant est constitué de poissons blancs (cyprinidés) et de carnassiers (brochet, sandre et perche).

### Climat
Pour des articles plus généraux, voir Climat du Centre-Val de Loire et Climat de Loir-et-Cher.
En 2010, le climat de la commune est de type climat océanique dégradé des plaines du Centre et du Nord, selon une étude du CNRS s'appuyant sur une série de données couvrant la période 1971-2000. En 2020, Météo-France publie une typologie des climats de la France métropolitaine dans laquelle la commune est exposée à un climat océanique altéré et est dans la région climatique Moyenne vallée de la Loire, caractérisée par une bonne insolation (1 850 h/an) et un été peu pluvieux.
Pour la période 1971-2000, la température annuelle moyenne est de 11,3 °C, avec une amplitude thermique annuelle de 14,3 °C. Le cumul annuel moyen de précipitations est de 737 mm, avec 11,4 jours de précipitations en janvier et 7,1 jours en juillet. Pour la période 1991-2020, la température moyenne annuelle observée sur la station météorologique de Météo-France la plus proche, sur la commune de Saint-Laurent-en-Gâtines à 21 km à vol d'oiseau, est de 11,6 °C et le cumul annuel moyen de précipitations est de 769,1 mm,. Pour l'avenir, les paramètres climatiques de la commune estimés pour 2050 selon différents scénarios d'émission de gaz à effet de serre sont consultables sur un site dédié publié par Météo-France en novembre 2022.

### Milieux naturels et biodiversité

#### Sites Natura 2000
Le réseau Natura 2000 est un réseau écologique européen de sites naturels d'intérêt écologique élaboré à partir des Directives « Habitats » et « Oiseaux ». Ce réseau est constitué de Zones spéciales de conservation (ZSC) et de Zones de protection spéciale (ZPS). Dans les zones de ce réseau, les États membres s'engagent à maintenir dans un état de conservation favorable les types d'habitats et d'espèces concernés, par le biais de mesures réglementaires, administratives ou contractuelles. L'objectif est de promouvoir une gestion adaptée des habitats tout en tenant compte des exigences économiques, sociales et culturelles, ainsi que des particularités régionales et locales de chaque État membre. Les activités humaines ne sont pas interdites, dès lors que celles-ci ne remettent pas en cause significativement l'état de conservation favorable des habitats et des espèces concernés. Une partie du territoire communal est incluse dans le site Natura 2000 : 
les « Coteaux calcaires riches en chiroptères des environs de Montoire-sur-le-Loir », d'une superficie de 28,5 ha.

## Urbanisme

### Typologie
Au 1er janvier 2024, Troo est catégorisée commune rurale à habitat très dispersé, selon la nouvelle grille communale de densité à sept niveaux définie par l'Insee en 2022.
Elle est située hors unité urbaine. Par ailleurs la commune fait partie de l'aire d'attraction de Montoire-sur-le-Loir, dont elle est une commune de la couronne,. Cette aire, qui regroupe 11 communes, est catégorisée dans les aires de moins de 50 000 habitants,.

### Transports
De Paris (200 km), on se rend à Trôo en voiture par les autoroutes A10 ou A11, ou par le TGV (Paris-Montparnasse-Vendôme en 42 minutes).

### Occupation des sols
L'occupation des sols est marquée par l'importance des espaces agricoles et naturels (96,8 %). La répartition détaillée ressortant de la base de données européenne d'occupation biophysique des sols Corine Land Cover millésimée 2012 est la suivante : 
terres arables (11,6 %), 
cultures permanentes (0,6 %), 
zones agricoles hétérogènes (15,4 %), 
prairies (3,5 %), 
forêts (65,2 %), 
milieux à végétation arbustive ou herbacée (0,7 %), 
zones urbanisées (1 %), 
espaces verts artificialisés non agricoles (0,5 %), 
zones industrielles et commerciales et réseaux de communication (1,7 %), 
eaux continentales (0,5 %).

### Planification
La loi SRU du 13 décembre 2000 a incité fortement les communes à se regrouper au sein d'un établissement public, pour déterminer les partis d'aménagement de l'espace au sein d'un SCoT, un document essentiel d'orientation stratégique des politiques publiques à une grande échelle. La commune est dans le territoire du  SCOT des Territoires du Grand Vendômois, approuvé en 2006 et dont la révision a été prescrite en 2017, pour tenir compte de l'élargissement de périmètre,.
En matière de planification, la commune ne disposait pas en 2017 de document d'urbanisme opérationnel et le règlement national d'urbanisme s'appliquait donc pour la délivrance des permis de construire.

### Habitat et logement
Le tableau ci-dessous présente la typologie des logements à Trôo en 2016 en comparaison avec celle du Loir-et-Cher et de la France entière. Une caractéristique marquante du parc de logements est ainsi une proportion de résidences secondaires et logements occasionnels (42,3 %) supérieure à celle du département (18 %) et à celle de la France entière (9,6 %). Concernant le statut d'occupation de ces logements, 81,8 % des habitants de la commune sont propriétaires de leur logement (82,4 % en 2011), contre 68,1 % pour le Loir-et-Cher et 57,6 pour la France entière.
|                                                         | Troo | Loir-et-Cher | France entière |
| ------------------------------------------------------- | ---- | ------------ | -------------- |
| Résidences principales (en %)                           | 55,6 | 74,5         | 82,3           |
| Résidences secondaires et logements occasionnels (en %) | 42,3 | 18           | 9,6            |
| Logements vacants (en %)                                | 2,1  | 7,5          | 8,1            |

### Risques majeurs
Le territoire communal de Trôo est vulnérable à différents aléas naturels : inondations (par débordement du Loir ou par ruissellement), climatiques (hiver exceptionnel ou canicule), mouvements de terrains ou sismique (sismicité très faible),.

#### Risques naturels

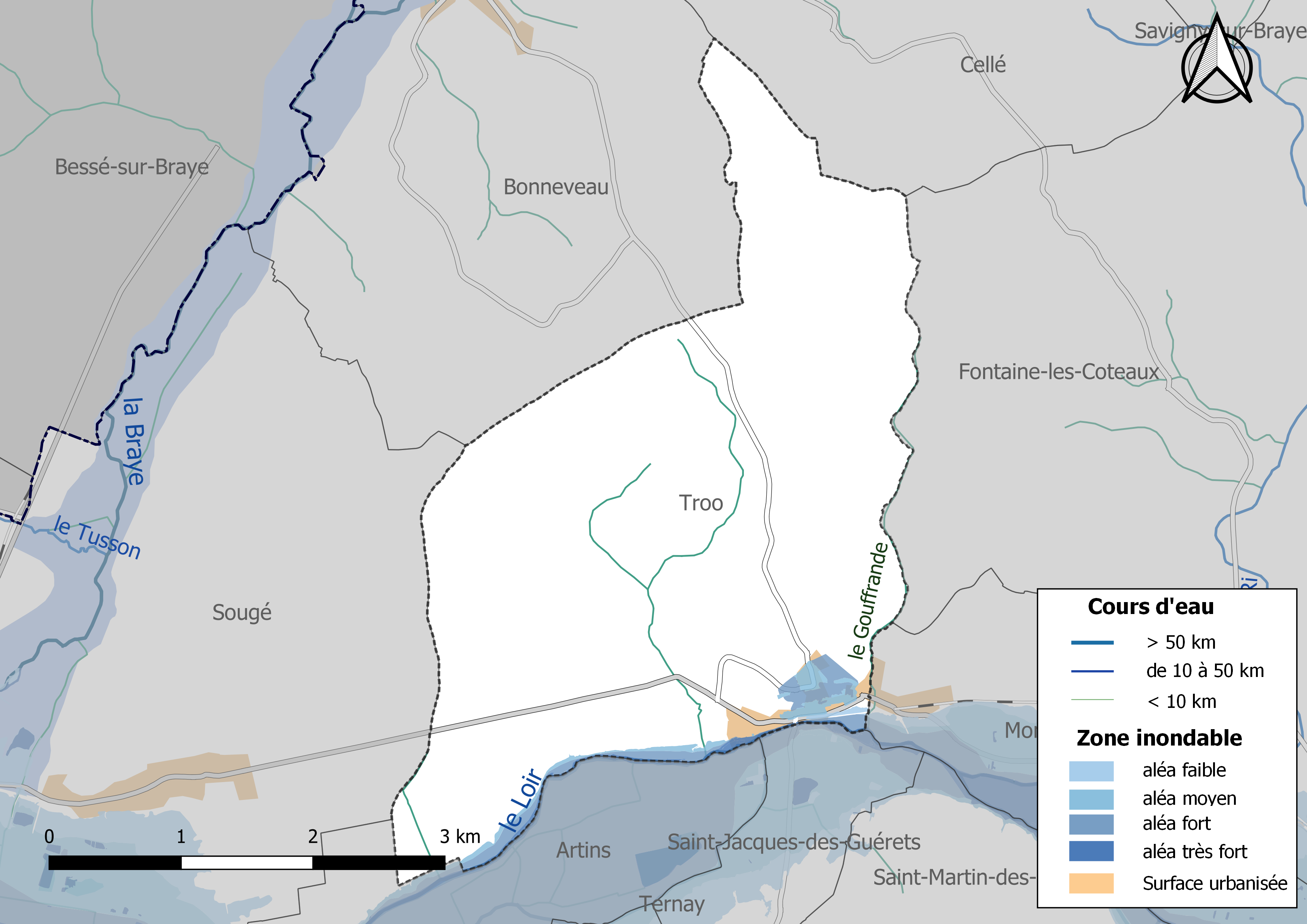
Zones inondables de la commune de Troo.

Les mouvements de terrains susceptibles de se produire sur la commune sont soit liés au retrait-gonflement des argiles, soit des chutes de blocs, soit des glissements de terrains, soit des effondrements liés à des cavités souterraines. Le phénomène de retrait-gonflement des argiles est la conséquence d'un changement d'humidité des sols argileux. Les argiles sont capables de fixer l'eau disponible mais aussi de la perdre en se rétractant en cas de sécheresse. Ce phénomène peut provoquer des dégâts très importants sur les constructions (fissures, déformations des ouvertures) pouvant rendre inhabitables certains locaux. La carte de zonage de cet aléa peut être consultée sur le site de l'observatoire national des risques naturels Georisques. Une autre carte permet de prendre connaissance des cavités souterraines localisées sur la commune.
Les crues du Loir sont moins importantes que celles de la Loire, mais elles peuvent provoquer des dégâts importants. Les crues historiques sont celles de 1665 (4 m à l'échelle de Vendôme), 1784 (2,84 m), 1961 (2,90 m) et 2004 (2 m). Le débit maximal historique est de 256 m3/s et caractérise une crue de retour cinquantennal. Le risque d'inondation est pris en compte dans l'aménagement du territoire de la commune par le biais du Plan de prévention du risque inondation (PPRI) du Loir.

## Toponymie
Attestée sous les formes Troia et Troo au XIe siècle, Trou en 1200.
Du bas latin *traucum, « lieu où il y a des trous ». Le nom Troo et le mot « trou » sont apparentés.
L'endroit porte bien son nom : le village est célèbre pour ses habitations troglodytiques, et le coteau est parsemé de grottes et de carrières abandonnées.

## Histoire
Trôo était située sur la limite des Cénomans.
Les Celtes s'y sont établis et y ont élevé sur le sommet de la colline un oppidum protégé par une grosse motte et chargé de défendre la frontière contre les agressions ennemies, tandis que les grottes nombreuses dont beaucoup sont encore habitées servent de demeures à la population.
Les Romains qui n'aimaient pas les contrées percées de souterrains laissèrent Trôo pour établir à Sougé leur camp retranché.
Trôo resta toutefois chef-lieu de la Condita Labricensis et lorsque le christianisme fut solidement implanté dans le pays, les évêques du Mans en firent le siège d'un archiprêtré dont l'étendue comprenait les doyennés de Trôo, La Chartre et Saint-Calais.
Au Moyen Âge, quand Geoffroy Martel, comte d'Anjou et de Vendôme, administrait le comté du Maine au nom du jeune comte Hugues IV, il entoura la ville de murailles, qui forment l'enceinte du castrum. À l'intérieur du château, il fonda, vers 1050, la collégiale Saint-Martin où il établit sept chanoines.
On sait qu'à cette époque, Trôo possédait l'église de Saint-Mandé, mais on ignore la date de sa fondation. Elle fut détruite à la Révolution.
Foulque le Jeune ayant épousé Erembourg du Maine, unique héritière d'Élie, comte du Maine Trôo devint la propriété de ce puissant seigneur. Il répara l'enceinte du château et la flanqua de nombreuses tours, construisit la porte de Sougé et éleva un superbe donjon.
En 1124, Foulque fonda le prieuré des Marchais où il mit douze moines de Marmoutier, et bâtit pour ce prieuré une grande église dédiée à Notre-Dame. Cette église fut en grande partie détruite à la Révolution.
Au XIIe siècle, une maladrerie pour les lépreux fut construite à l'extérieur de la ville qui comptait 5 000 habitants.
Vers 1188, Philippe Auguste ayant déclaré la guerre à son vassal devenu trop puissant, vint mettre le siège devant Trôo. Henri II et Richard Cœur de Lion, son fils, s'enfuirent à son approche. Le château résista mais la ville fut prise et brûlée[réf. nécessaire]. Philippe Auguste s'était servi du château de Montoire-sur-le-Loir comme base d'attaque pour s'emparer de celui de Trôo.
En 1194, après la bataille de Fréteval qui voit la défaite de Philippe Auguste, un certain Markadé, chef d'une troupe de mercenaires brabançons,  alliés à Richard Cœur de Lion, s'empare de Trôo et s'y établit en gouverneur.
En 1200, Jean sans Terre assigne à sa femme Isabelle la ville de Trôo avec La Flèche et Château-du-Loir.
Vers 1260, Geoffroy de Bruère, seigneur de Trôo mène un procès à la Cour du roi Saint Louis contre Charles d'Anjou, qui a commis des exactions à son encontre.
En 1294, Pierre Le Royer, né à Trôo, fils d'un officier du comte de Vendôme devient évêque du Mans.
Vers 1380, des compagnies sous le commandement de Robert Marcault occupent Trôo et ravagent la ville et la région.
En 1547, Antoine de Bourbon, roi de Navarre et duc de Vendôme vint passer quelques jours au château de la Voûte à Trôo avec sa femme Jeanne d'Albret. Cette même année, les protestants incendièrent le prieuré des Marchais. La monographie de Trôo, indique que le 4 janvier 1548, un calviniste  nommé Le Grandami a été brûlé vif sur la motte. Peut-être s'agissait-il de l'incendiaire du prieuré ? À l'automne, au même endroit, un autre fut fouetté et marqué d'une fleur de lys.
En 1562, les protestants prirent la ville, la pillèrent et saccagèrent complètement la collégiale.
En 1576, ils reviennent mais elle résiste aux attaques.
En 1590, Trôo s'étant soumis à Henri IV celui-ci fait démanteler ses murailles et son château.
Au début du XVIIe siècle, vingt-quatre paroisses sont détachées de son doyenné pour former celui de La Chartre-sur-le-Loir.
À la Révolution, tous les chanoines furent chassés.

## Politique et administration

### Découpage territorial
La commune de Troo est membre de la Communauté d'agglomération Territoires Vendômois, un établissement public de coopération intercommunale (EPCI) à fiscalité propre créé le 1er janvier 2017.
Elle est rattachée sur le plan administratif à l'arrondissement de Vendôme, au département de Loir-et-Cher et à la région Centre-Val de Loire, en tant que circonscriptions administratives. Sur le plan électoral, elle est rattachée au canton de Montoire-sur-le-Loir depuis 2015 pour l'élection des conseillers départementaux et à la troisième circonscription de Loir-et-Cher pour les élections législatives.

### Politique et administration municipale

#### Conseil municipal et maire
Le conseil municipal de Troo, commune de moins de 1 000 habitants, est élu au scrutin majoritaire plurinominal avec listes ouvertes et panachage. Compte tenu de la population communale, le nombre de sièges au conseil municipal est de 11. Le maire, à la fois agent de l'État et exécutif de la commune en tant que collectivité territoriale, est élu par le conseil municipal au scrutin secret lors de la première réunion du conseil suivant les élections municipales, pour un mandat de six ans, c'est-à-dire pour la durée du mandat du conseil.

## Population et société

### Démographie

#### Évolution démographique
L'évolution du nombre d'habitants est connue à travers les recensements de la population effectués dans la commune depuis 1793. Pour les communes de moins de 10 000 habitants, une enquête de recensement portant sur toute la population est réalisée tous les cinq ans, les populations de référence des années intermédiaires étant quant à elles estimées par interpolation ou extrapolation. Pour la commune, le premier recensement exhaustif entrant dans le cadre du nouveau dispositif a été réalisé en 2008.

En 2022, la commune comptait 304 habitants, en évolution de −0,33 % par rapport à 2016 (Loir-et-Cher : −1,15 %, France hors Mayotte : +2,11 %).
| 1793  | 1800  | 1806  | 1821 | 1831 | 1836 | 1841 | 1846 | 1851 |
| ----- | ----- | ----- | ---- | ---- | ---- | ---- | ---- | ---- |
| 1 119 | 1 039 | 1 050 | 931  | 998  | 938  | 913  | 885  | 941  |

| 1856 | 1861 | 1866 | 1872 | 1876 | 1881 | 1886 | 1891 | 1896 |
| ---- | ---- | ---- | ---- | ---- | ---- | ---- | ---- | ---- |
| 900  | 855  | 863  | 800  | 786  | 783  | 821  | 793  | 754  |

| 1901 | 1906 | 1911 | 1921 | 1926 | 1931 | 1936 | 1946 | 1954 |
| ---- | ---- | ---- | ---- | ---- | ---- | ---- | ---- | ---- |
| 756  | 767  | 737  | 669  | 671  | 639  | 577  | 602  | 543  |

| 1962 | 1968 | 1975 | 1982 | 1990 | 1999 | 2006 | 2008 | 2013 |
| ---- | ---- | ---- | ---- | ---- | ---- | ---- | ---- | ---- |
| 549  | 433  | 428  | 337  | 320  | 301  | 323  | 329  | 308  |

| 2018 | 2022 | - | - | - | - | - | - | - |
| ---- | ---- | - | - | - | - | - | - | - |
| 290  | 304  | - | - | - | - | - | - | - |

#### Pyramide des âges
La population de la commune est relativement âgée.
En 2018, le taux de personnes d'un âge inférieur à 30 ans s'élève à 22,8 %, soit en dessous de la moyenne départementale (31,3 %). À l'inverse, le taux de personnes d'âge supérieur à 60 ans est de 42,5 % la même année, alors qu'il est de 31,6 % au niveau départemental.
En 2018, la commune comptait 156 hommes pour 134 femmes, soit un taux de 53,79 % d'hommes, largement supérieur au taux départemental (48,55 %).
Les pyramides des âges de la commune et du département s'établissent comme suit.
| Hommes | Classe d’âge | Femmes |
| ------ | ------------ | ------ |
| 1,9    | 90 ou +      | 3,7    |
| 16,0   | 75-89 ans    | 17,9   |
| 22,4   | 60-74 ans    | 23,1   |
| 20,5   | 45-59 ans    | 20,1   |
| 14,7   | 30-44 ans    | 14,2   |
| 10,3   | 15-29 ans    | 9,0    |
| 14,1   | 0-14 ans     | 11,9   |

| Hommes | Classe d’âge | Femmes |
| ------ | ------------ | ------ |
| 1,1    | 90 ou +      | 2,6    |
| 9,2    | 75-89 ans    | 11,9   |
| 19,7   | 60-74 ans    | 20,4   |
| 20,7   | 45-59 ans    | 20     |
| 16,5   | 30-44 ans    | 16,2   |
| 15,2   | 15-29 ans    | 13,2   |
| 17,6   | 0-14 ans     | 15,7   |

## Culture locale et patrimoine

### Lieux et monuments

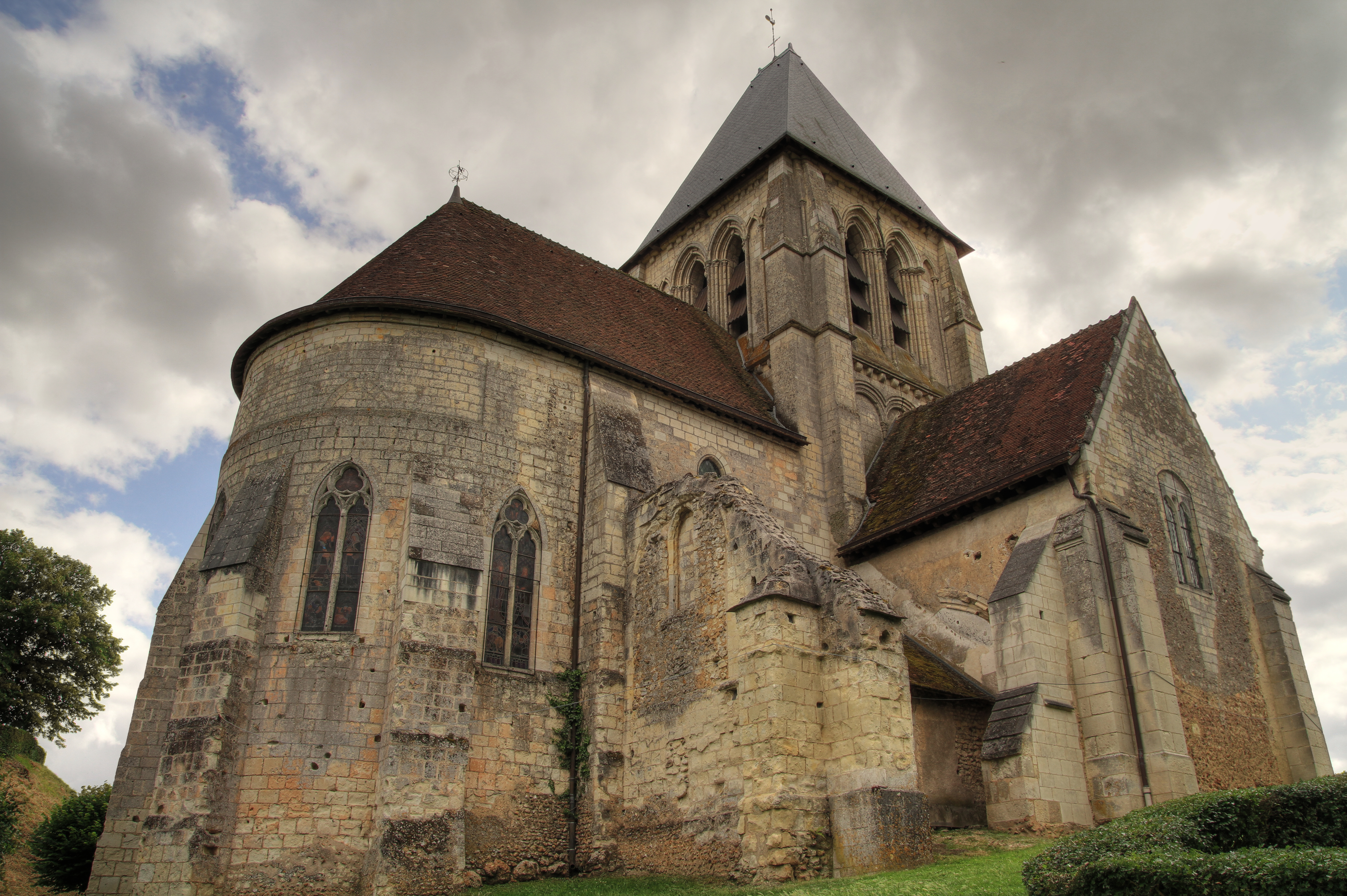
La collégiale Saint-Martin.

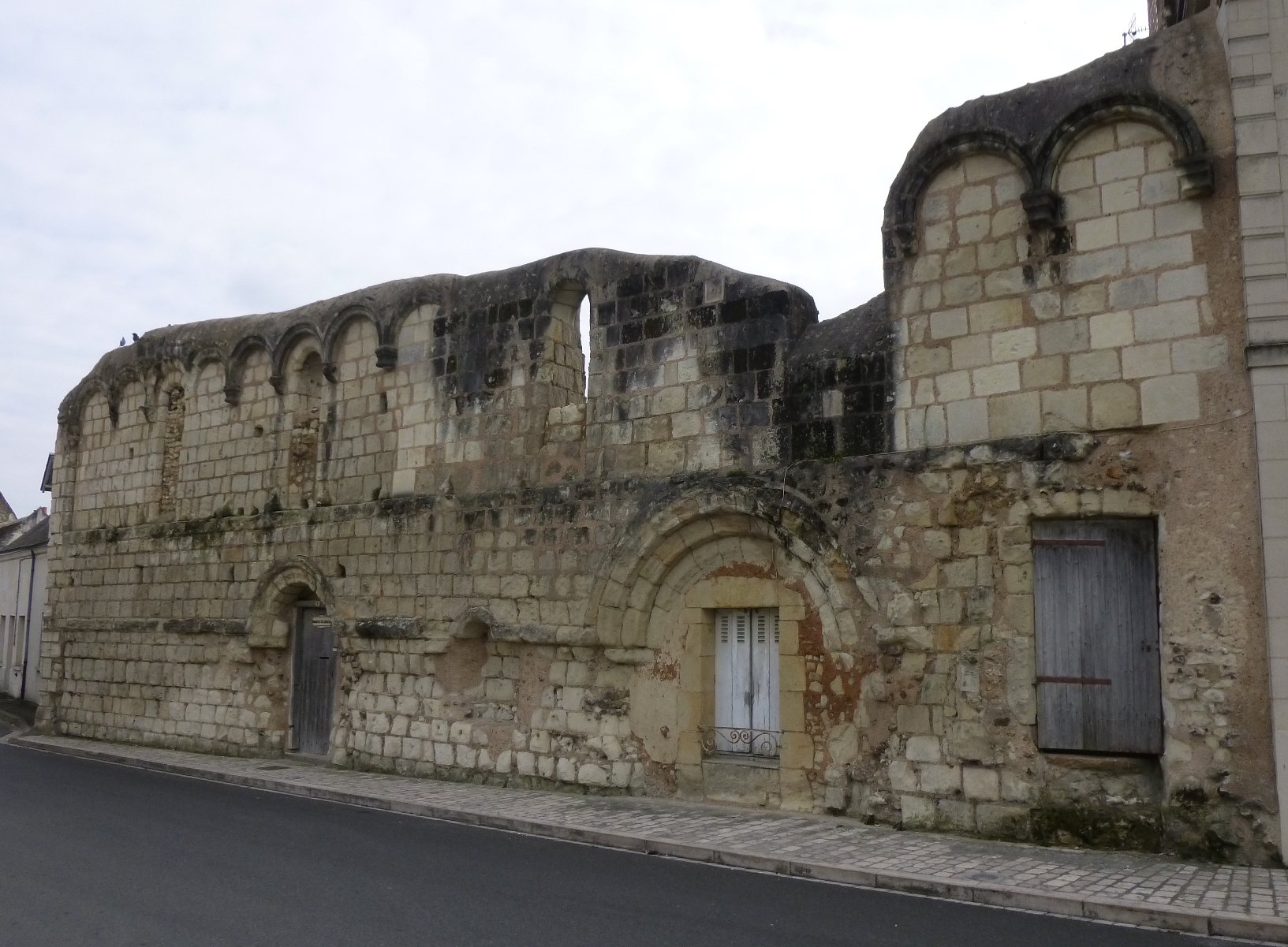
Maladrerie Sainte-Catherine.

- Cité troglodytique[55], située dans le périmètre inscrit (avec Montoire et Saint Jacques des Guérêts) depuis le 7 septembre 1943.
- Grotte pétrifiante[56].
- Monument aux morts d'Antoine Bourdelle[57], monument historique depuis le 5 janvier 2021
- Le Puits qui parle, ou Puits de Jacob, ou Puits de Jacquot[58], monument historique depuis le 11 mars 1935.
- Fortifications de Trôo[59], partiellement inscrit par arrêté du 12 février 2007 et classées par arrêté du 19 décembre 2008[60]. Depuis le centre de la motte du village troglodytique descend un passage étroit et raide taillé dans le roc qui rejoint les « grands souterrains de Troo »[61].
- Collégiale Saint-Martin de Trôo[62], classée sur liste de 1862.
- Maladrerie Sainte-Catherine[63], classées par arrêté du 19 octobre 1928.
- Croix du chemin de Trôo à Sougé, inscrite par arrêté du 17 décembre 1889.
- Prieuré Notre-Dame-des-Marchais, classé sur liste de 1862.

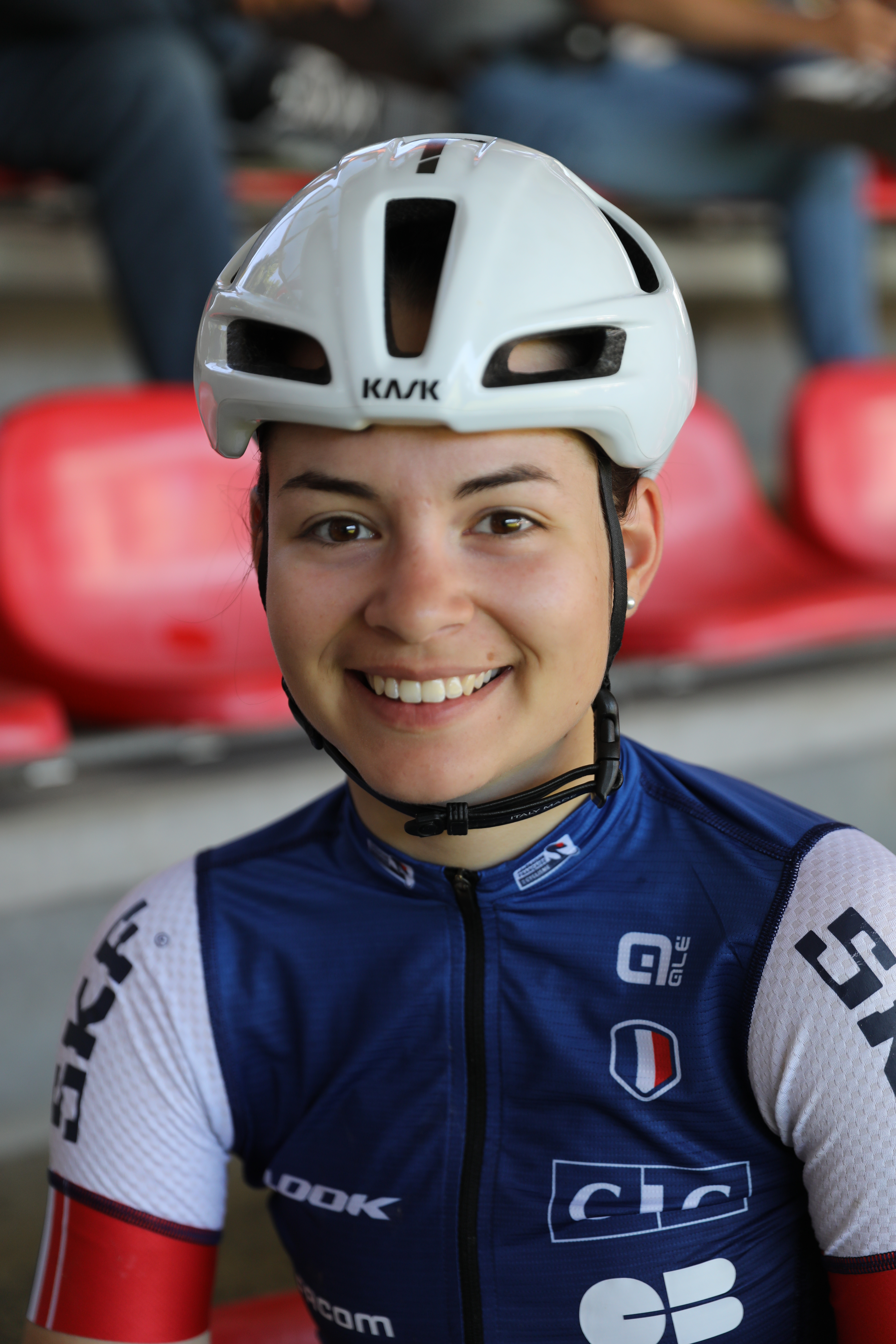
Clémence Chéreau (2005-), championne cycliste originaire de Troo.

### Personnalités liées à la commune
- Pierre Le Royer, évêque du Mans (1294-1295).
- Christiane Morin, maire de la ville en exercice, décédée accidentellement fauchée par une voiture à bicyclette le 20 avril 2010.
- Antoine Bourdelle (1861-1929), invité régulier d'Auguste Arnault dans sa maison secondaire, et qui par attachement à la commune a sculpté le monument aux morts de Trôo (monument historique).
- Geoffrey Grigson (en) (1905-1985), poète anglais.
- Auguste Arnault, journaliste et bienfaiteur de la commune de Trôo.
- Clémence Chéreau (2005-), cycliste.

### Distinctions
Troo représente le Centre-Val-De-Loire lors de l'édition 2020 du Village préféré des Français, finissant 7e du classement.

### Héraldique
|  | Les armoiries de Trôo se blasonnent ainsi : D'argent aux trois flammes de gueules. Armes des premiers seigneurs de Trôo au XIIIe s. |

## Pour approfondir